# Venus (musikalbum av Zara Larsson)
Venus är ett studioalbum av den svenska sångerskan Zara Larsson. Den släpptes den 9 februari 2024 av Sommer House och Epic Records. Albumet innehåller teman om kärlek, hjärtesorg och utforskar även Larssons personliga relationer med familj och vänner.

## Låtlista
| Nr  | Titel                         | Längd |
| --- | ----------------------------- | ----- |
| 1.  | Can't Tame Her                | 3:17  |
| 2.  | More Than This Was            | 3:13  |
| 3.  | On My Love (med David Guetta) | 3:42  |
| 4.  | Ammunition                    | 3:42  |
| 5.  | None of These Guys            | 2:42  |
| 6.  | You Love Who You Love         | 3:05  |
| 7.  | End of Time                   | 3:29  |
| 8.  | Nothing                       | 2:47  |
| 9.  | Escape                        | 3:14  |
| 10. | Soundtrack                    | 3:23  |
| 11. | Venus                         | 3:27  |
| 12. | The Healing                   | 3:10  |